# Spårämne
Ett spårämne är ett kemiskt ämne, vanligen ett grundämne, som förekommer i liten mängd eller låg koncentration i något sammanhang. Begreppet används med lite olika betydelse i olika kemiska sammanhang.
Inom näringsläran är begreppet mer eller mindre synonymt med mineralämne och är ett ämne som är livsnödvändigt i kosten i mycket små mängder. Exempel är järn, koppar, selen, jod, zink, kobolt, molybden.